# Waltraud Hagenlocher
Waltraud Hagenlocher (* 29. Januar 1945 in Renningen; † 26. Januar 2012) war eine deutsche Behindertensportlerin.

## Leben und Karriere
Hagenlocher wuchs mit fünf Geschwistern auf, besuchte die Volksschule ihrer Geburtsstadt und absolvierte anschließend eine Ausbildung zur Einzelhandelskauffrau. 1966, im Alter von 21 Jahren, trat bei ihr eine plötzliche Querschnittlähmung unklarer Herkunft auf, sodass sie ihren Beruf nicht mehr ausüben konnte und zur Technischen Zeichnerin umschulte. Hagenlocher begann mit sportlichen Aktivitäten und nahm an den Sommer-Paralympics 1968 in Tel Aviv im Kugelstoßen (achter Platz), über 60 Meter (neunter Platz), im Speerwurf (22.), Keulenwurf (25.) und Präzisionswurf (46.) teil. Im Juni 1969 wurde bei ihr Knochenkrebs diagnostiziert, es folgte die Amputation des linken Beines bis zur Hüfte. Nach der Rehabilitation nahm Hagenlocher ihr Training in Bad Wildbad wieder auf.
Bei den Sommer-Paralympics 1972 in Heidelberg konnte sie mit der 4-mal-40-Meter-Staffel um Rita Laux, Martina Tschötschel und Elke Wenzel die Silbermedaille gewinnen und nahm außerdem im Kugelstoßen und Speerwurf (jeweils vierter Platz), im Fünfkampf (siebter Platz), im Diskuswurf (achter Platz) sowie im Slalom (neunter Platz) teil. Vier Jahre später bei den Sommer-Paralympics 1976 in Toronto konnte die Deutsche fünf Medaillen gewinnen: im Kugelstoßen, Speerwurf und im Fünfkampf erreichte Hagenlocher jeweils die Silbermedaille, im Diskuswurf die Bronzemedaille, im Rollstuhlschnellfahren über 60 Meter schied sie nach der Vorrunde aus. Zusätzlich nahm sie an den Wettbewerben im Bogenschießen teil und gewann in der Short Metric Round hinter ihrer Landsfrau S. Battran die Silbermedaille. Mit dem gemischten Team erreichte sie in der gleichen Disziplin den dritten Platz unter drei Teilnehmern, eine Medaille wurde daher nicht vergeben.
Im Fünfkampf aus Kugelstoßen, Speerwurf, Diskuswurf, Schwimmen und Rollstuhlschnellfahren gewann Hagenlocher bei den Sommer-Paralympics 1980 in Arnhem das einzige paralympische Gold ihrer Karriere. Zudem gewann sie im Kugelstoßen Silber sowie gemeinsam mit der 4-mal-60-Meter-Staffel um Errol Marklein, S. Roelli und C. Zeyher die Bronzemedaille. Im Speerwurf kam sie auf den achten, im Diskuswurf auf den neunten Rang, während sie über 60, 200 und 400 Meter jeweils nicht über die Vorrunden hinauskam. Bei ihren letzten Sommer-Paralympics 1984 in New York City und Stoke Mandeville gewann Hagenlocher Silber im Fünfkampf sowie zweimal Bronze im Diskuswurf und Kugelstoßen. Außerdem nahm sie an den Wettbewerben im Speerwurf (vierter Platz) sowie über 100, 200 und 400 Meter (jeweils Aus in der Vorrunde) teil. Zwei Silbermedaillen gewann die Deutsche auch vier Jahre später bei ihrer einzigen Teilnahme an den Winter-Paralympics 1988 in Innsbruck, wo sie im Schlittenlanglauf auf der Kurzdistanz (2,5 km) und der Langdistanz (5 km) erfolgreich war.
1980 wurde ihr durch den Bundespräsidenten die Silbermedaille für den Behindertensport verliehen. Zwischen 1989 und 1994 saß sie für die Freien Wähler im Renninger Stadtrat. Hagenlocher erlag wenige Tage vor ihrem 67. Geburtstag ihrem Krebsleiden. 2015 wurde Hagenlocher in ihrer Geburtsstadt Renningen mit einer Sonderausstellung geehrt.